# ジャノ
ジャノ(Lake Van Monster)は、UMAの一種。ジャノワール、ジャナワル(Canavarı; トルコ語で「怪物」)とも。トルコのヴァン湖に棲息するといわれている。

## 特徴
- 生息地・目撃場所:トルコ東部のヴァン湖[6]。
- 体長（推定）:15-20m[7]。
- その他:体（色は茶褐色）を上下に揺らしながら移動する。稀にだが潮を吹くこともある[8]。1890年の新聞での報道では、ワニに似た頭部・胴体・四肢を持ち、目に瞼がなく、膜の翼を有すると掲載されている[9]。

## 解説
- 1997年5月にユズンジュ・ユル大学助手のウナル・コザックが、ヴァン湖でジャノと思われる生物を発見、ビデオ撮影に成功した（彼は2年かけてジャノの調査をしていた）。これは未確認生物を撮影したとされる映像では異例ともいえる鮮明なものだった[10]。
- 上記の映像では、体表が茶褐色を帯びた生物が湖面から頭の一部分を出して泳ぐ様子が確認できる（このことから上記にある目撃者の特徴とコザックの証言は一致している）。
- 学者たちは、ヴァン湖は塩水湖であり、ニシンの仲間の小魚しか生息していないということからジャノの存在を否定している。
- 実在説支持者の間では、正体はバシロサウルス（ゼウグロドンとも[7]。始新世にいた古クジラ。絶滅種であり、現存する可能性はない）とする説が現時点では最も有力[11]。また、ビデオ映像が公開された当初には「犬を泳がせて接写した映像ではないか」という推論があったが、犬が泳ぐ際の様子とはかなり差異があるため支持者は少ない。他には馬、カバ、アシカなどの説がある。
- 現在、コザックの撮影した映像はイギリスのケンブリッジ大学で分析中である。
- しかし、コザックはやらせの模型の制作費を巡るトラブルが表面化して以降消息不明で、現在トルコではジャノはコザックの捏造と見なされて一笑に付されている。
- また、ヴァン湖周辺がクルド人の居住地域であること、ジャノ騒動がトルコ政府軍によるクルド人迫害が激化した時期と一致することから、クルド人迫害から世間の目をそらすための政治的謀略説も有力である。
- 2006年、日本の作家・UMA研究家の高野秀行が、コザックの発見を追跡調査中にヴァン湖でジャノの撮影に成功、上記諸事情を含めた一部始終を著書「怪獣記」で公表した[4]。
- 高野の撮影したジャノは生物と言うには大きすぎ、かつ「潮を噴きながら浮き沈みするだけ」という生物らしからぬもので、映像を鑑定した専門家は「湖底から噴出するガスが湖底の泥を膨張させて泡状に押し上げる時、泥泡から漏れ出すガスが「潮噴き」に見えているのではないか」という意見を述べている。